# Charity Challenge
Charity Challenge var en inbjudningsturnering i snooker som spelades mellan 1995 och 1999. Det som skilde den från de flesta andra turneringar var att spelarna fick skänka det mesta av prispengarna till välgörenhet, spelarna fick själva välja ändamål. Dessutom fick spelarna "bonusar" som förstås också gick till välgörenhet, exempelvis om de gjorde ett century. Den största bonusen, 20 000 brittiska pund, betalades ut då Stephen Hendry gjorde ett maximumbreak i finalen mot Ronnie O'Sullivan i 1997 års turnering. Turneringen sponsrades av Liverpool Victoria.
Turneringen spelades i Birmingham i tre år innan den flyttades till Derby. De två första åren deltog sexton toppspelare i turneringen, som avgjordes genom vanlig utslagning. Till det tredje året bantades startfältet till tolv, och så förblev det fram tills turneringen försvann och ersattes med Champions Cup.

## Vinnare
| År                                   | Vinnare                              | Motståndare                          | Resultat                             | Säsong                               |
| Liverpool Victoria Charity Challenge | Liverpool Victoria Charity Challenge | Liverpool Victoria Charity Challenge | Liverpool Victoria Charity Challenge | Liverpool Victoria Charity Challenge |
| ------------------------------------ | ------------------------------------ | ------------------------------------ | ------------------------------------ | ------------------------------------ |
| 1995                                 | Stephen Hendry                       | Dennis Taylor                        | 9 - 1                                | 1994/95                              |
| 1996                                 | Ronnie O'Sullivan                    | John Higgins                         | 9 - 6                                | 1995/96                              |
| 1997                                 | Stephen Hendry                       | Ronnie O'Sullivan                    | 9 - 8                                | 1996/97                              |
| 1998                                 | John Higgins                         | Ronnie O'Sullivan                    | 9 - 8                                | 1997/98                              |
| 1999                                 | John Higgins                         | Ronnie O'Sullivan                    | 9 - 4                                | 1998/99                              |